# Oostelijke Eilanden

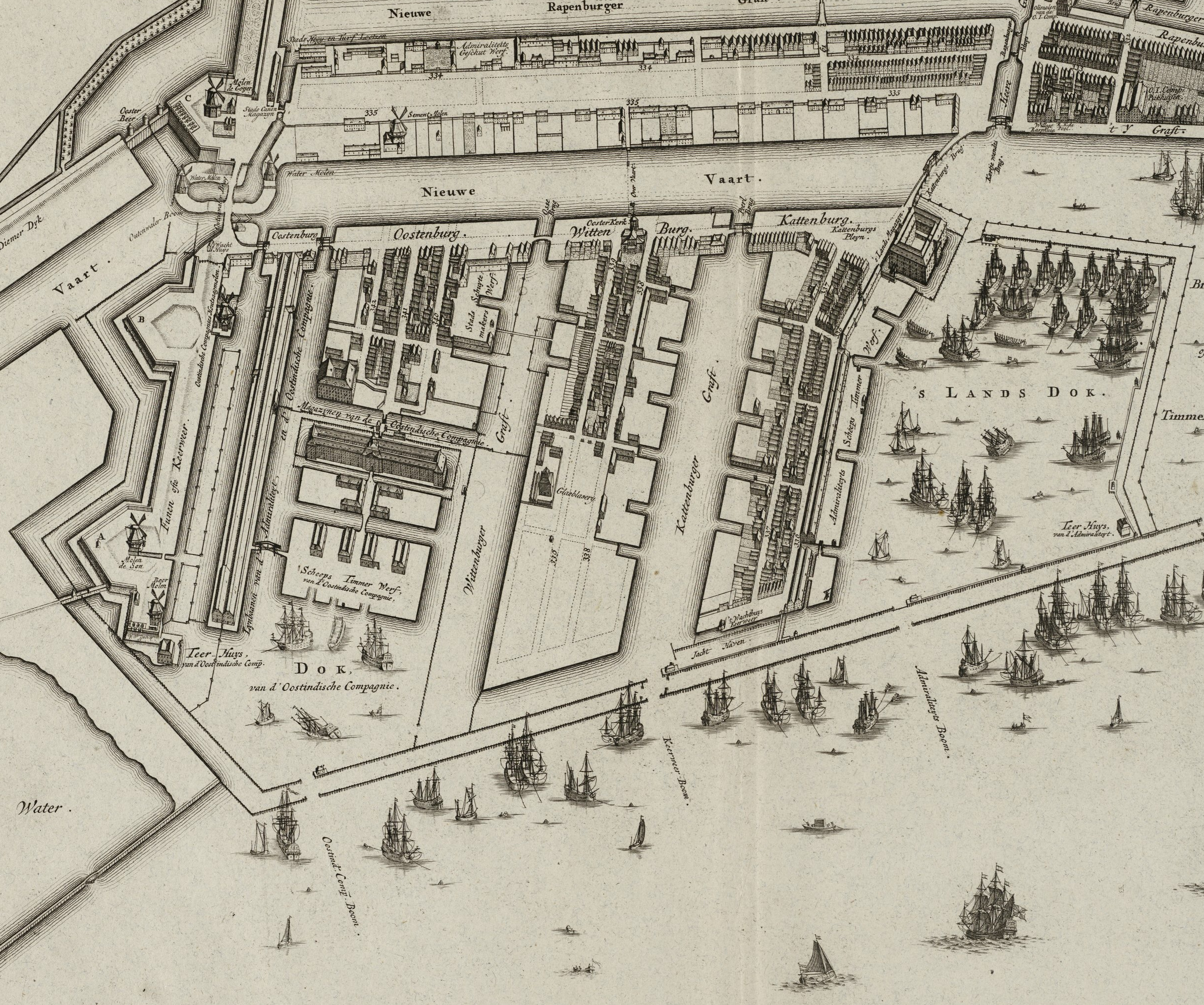
De Oostelijke eilanden rond 1782 op een kaart van Gerrit de Broen (het zuiden is boven).

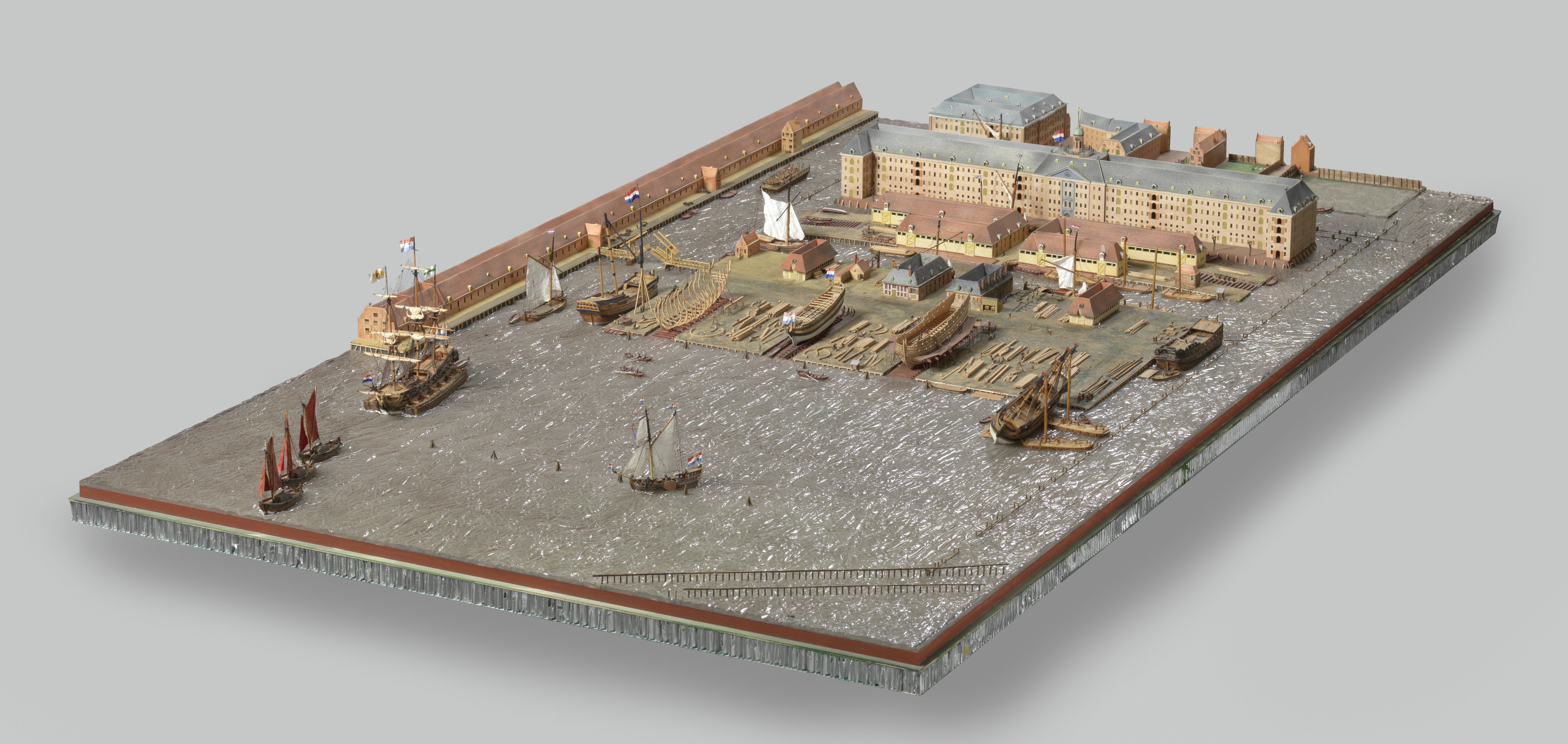
Maquette van de VOC-werf op het eiland Oostenburg.

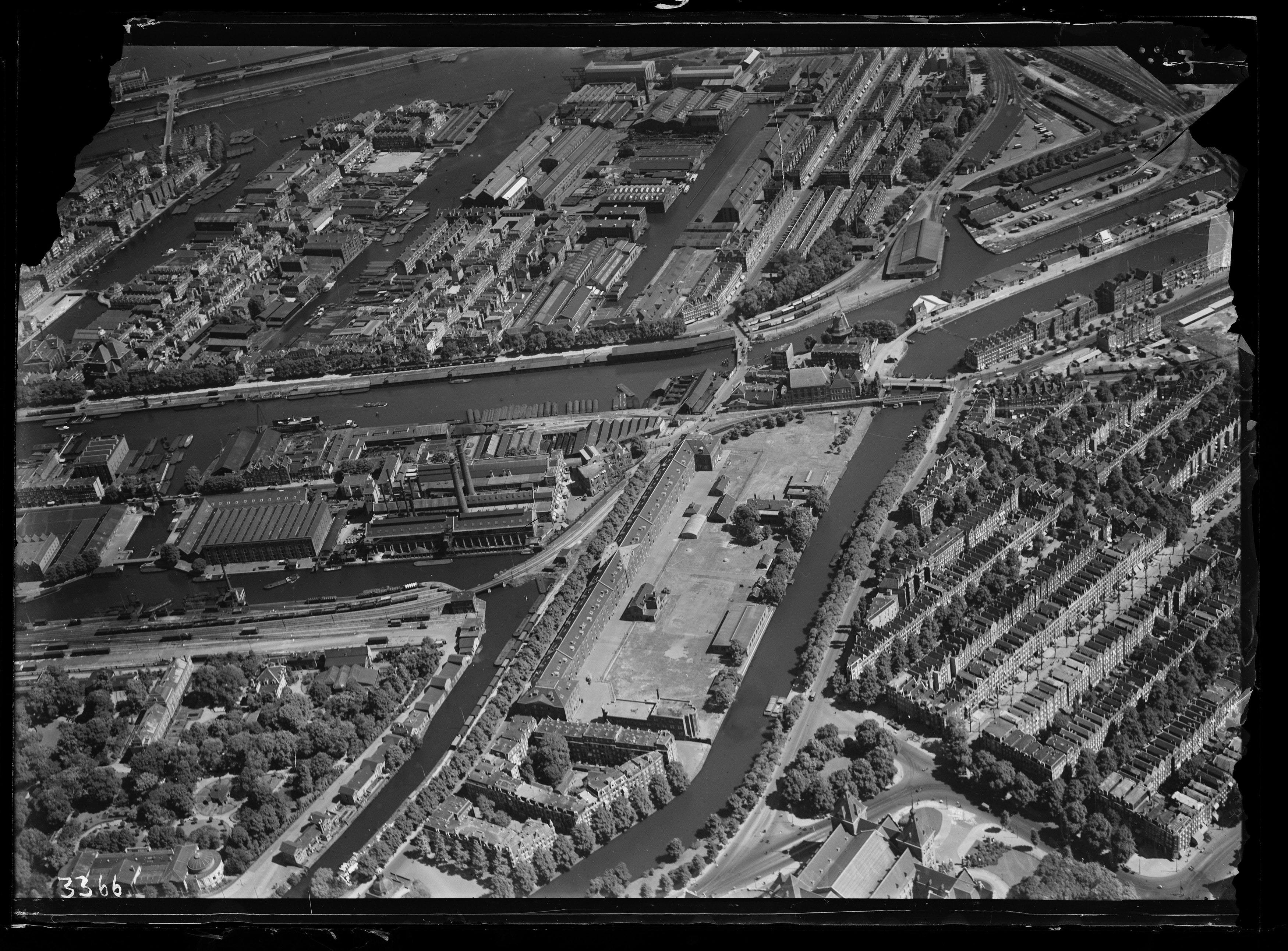
Luchtfoto van de Oostelijke Eilanden, met in het midden Oostenburg; circa 1930.

De Oostelijke Eilanden in Amsterdam werden vanaf 1650 aangelegd. Gedeeltelijk aangeplempt in het IJ en gedeeltelijk gegraven in de destijds oostelijk gelegen weilanden. De eilanden liggen ten noorden van de Hoogte Kadijk. Tot de Oostelijke Eilanden behoren Kattenburg, Wittenburg en Oostenburg. Ook de naastgelegen Czaar Peterbuurt werd er wel toe gerekend, hoewel dit geen eiland is en deze buurt pas in de 19e eeuw werd aangelegd na het afbreken van de stadswallen.

## Geschiedenis
Van oudsher waren op de Oostelijke Eilanden vanwege de gunstige ligging ten opzichte van het IJ veel scheepswerven en toeleveringsbedrijven, maar ook tientallen chirurgijns en apothekers hadden zich er gevestigd. De Admiraliteit van Amsterdam had zijn plek op Kattenburg, hier is nog het Marine Etablissement Amsterdam. De Vereenigde Oostindische Compagnie had zijn pakhuis en werven op Oostenburg.
Het markantste gebouw is 's Lands Zeemagazijn, waar sinds 1973 het Nederlands Scheepvaartmuseum is gevestigd. Het naastliggende Kattenburg werd in de jaren zestig van de 20e eeuw geheel gesloopt in het kader van de stadsvernieuwing. Vervolgens verrees in de jaren zeventig moderne nieuwbouw die in niets doet herinneren aan het oude Kattenburg, met zijn kleine woningen en smalle straten.
In de jaren 70 en 80 werden ook Wittenburg en Oostenburg gedeeltelijk vernieuwd, doch hier is meer van de oorspronkelijke bebouwing bewaard gebleven.
Markant gebouw op Wittenburg is de Oosterkerk, op Oostenburg vinden we de gebouwen van Werkspoor en het Oost-Indisch Pakhuis (door de VOC beschreven als een zeer treffelijk Pakhuis van ongelovelijke dikke muren, bekwaam eeuwen te staan), dat sinds 1998 in gebruik is als appartementencomplex.
De Kattenburgers stonden bekend als een roerig volkje, de zogenoemde Bijltjes, naar hun belangrijkste timmermansgereedschap. In mei 1787 kwamen Oranjegezinde Kattenburgers in opstand tegen de Patriotsgezinde regenten van Amsterdam.
In de nacht van 5 op 6 juli 1911 liep een staking van bootwerkers en zeelieden uit de hand. Na een opstootje openden soldaten het vuur waardoor tientallen (zwaar)gewonden vielen. Tijdens het Aardappeloproer van 1917 kwam het op het Kattenburgerplein tot een confrontatie tussen militairen en oproerige inwoners. Hierbij vielen 9 doden en 114 gewonden.
In 1884 kregen de Oostelijke Eilanden hun (paarde)tramlijn, die komend vanaf het Centraal Station via de Prins Hendrikkade en Kadijksplein naar de Czaar Peterstraat ging rijden (met overstap bij het Kadijksplein). In 1906 werd de lijn geëlektrificeerd en werd het tramlijn 13. Tussen 1913 en 1931 had Kattenburg ook nog een eigen lijn, tramlijn 18 naar het Mariniersplein. Lijn 13 werd in 1932 vervangen door tramlijn 19, die in 1938 door buslijn 19 werd vervangen.
Tussen 1938 en 1983 heeft deze buslijn onder verschillende nummers gereden: 19, M, 6 en 29. In 1983 werd de route door de Czaar Peterstraat overgenomen door lijn 28, en van 1994 tot 2004 door lijn 32. De buslijnen 28 en 32 reden niet meer via de Prins Hendrikkade, maar een langere route via Kattenburgerstraat en Piet Heinkade.
In 2004 keerde de tram weer in de buurt terug, toen tramlijn 10, komend vanaf de Sarphatistraat, verlengd werd via de Czaar Peterstraat naar het Oostelijk Havengebied. De IJtram, tramlijn 26, heeft aan de Piet Heinkade sinds 2005 een halte Kattenburgerstraat. In 2018 werd lijn 10 vervangen door tramlijn 7.

## Oostelijk Havengebied
Per abuis worden de eilanden van het Oostelijk Havengebied soms ook de Oostelijke Eilanden genoemd. Deze zijn echter een stuk jonger dan de oorspronkelijke eilanden.

## Bekende Amsterdammers
Diverse Bekende Amsterdammers hebben op de Oostelijke Eilanden gewoond en/of zijn er geboren:
- Jan van Zutphen (1863-1958), vakbondsbestuurder
- Willem de Vlugt, (1872-1945), burgemeester van Amsterdam
- Wim Schokking (1900-1960), jurist en politicus
- Corry Vonk, (1901-1988), revuester en cabaretière
- Koene Dirk Parmentier (1904-1948), piloot
- Cor Jaring (1936-2013), fotograaf en conceptueel kunstenaar

### Fotogalerij

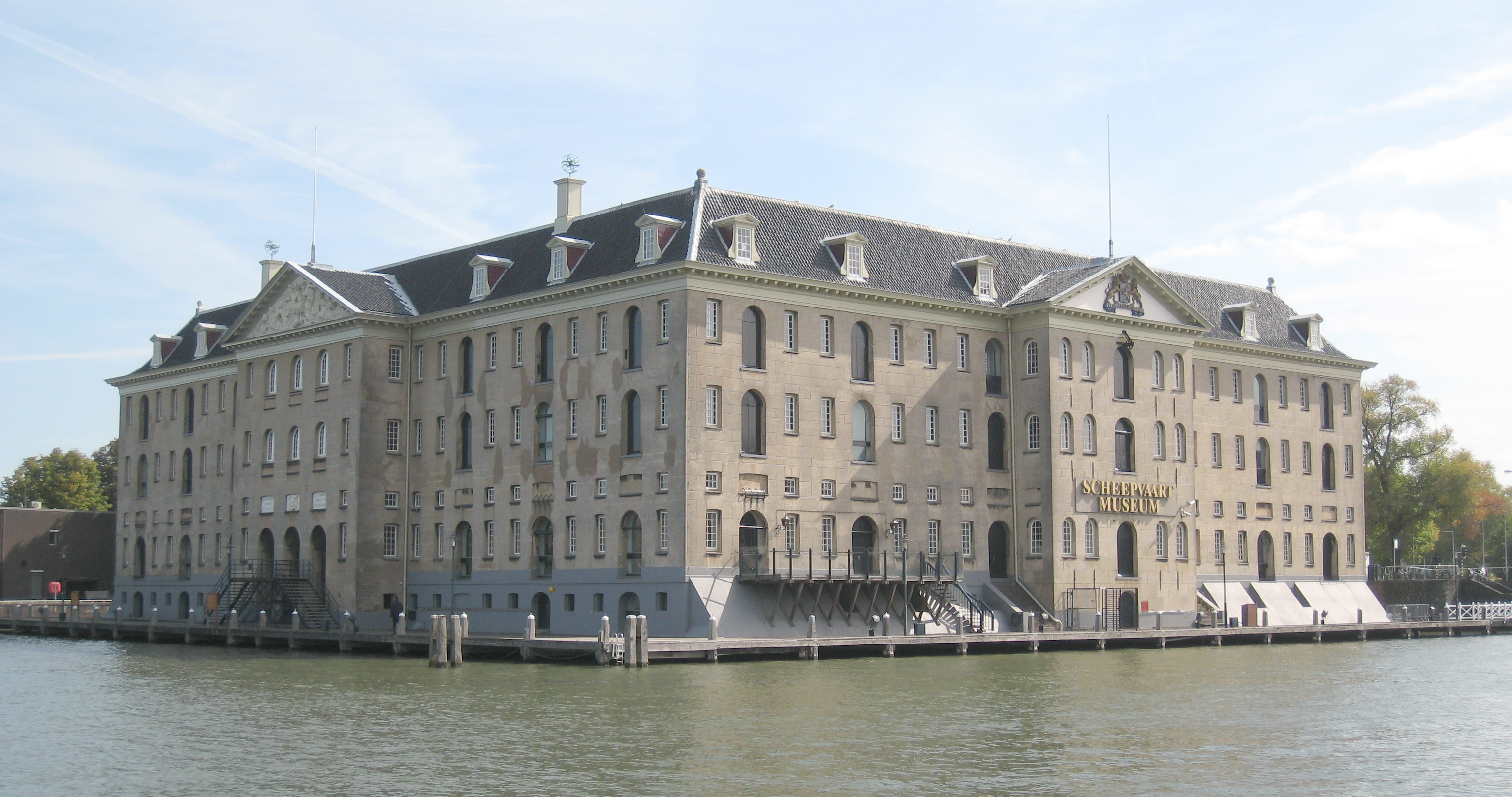
's Lands Zeemagazijn, nu Het Scheepvaartmuseum.
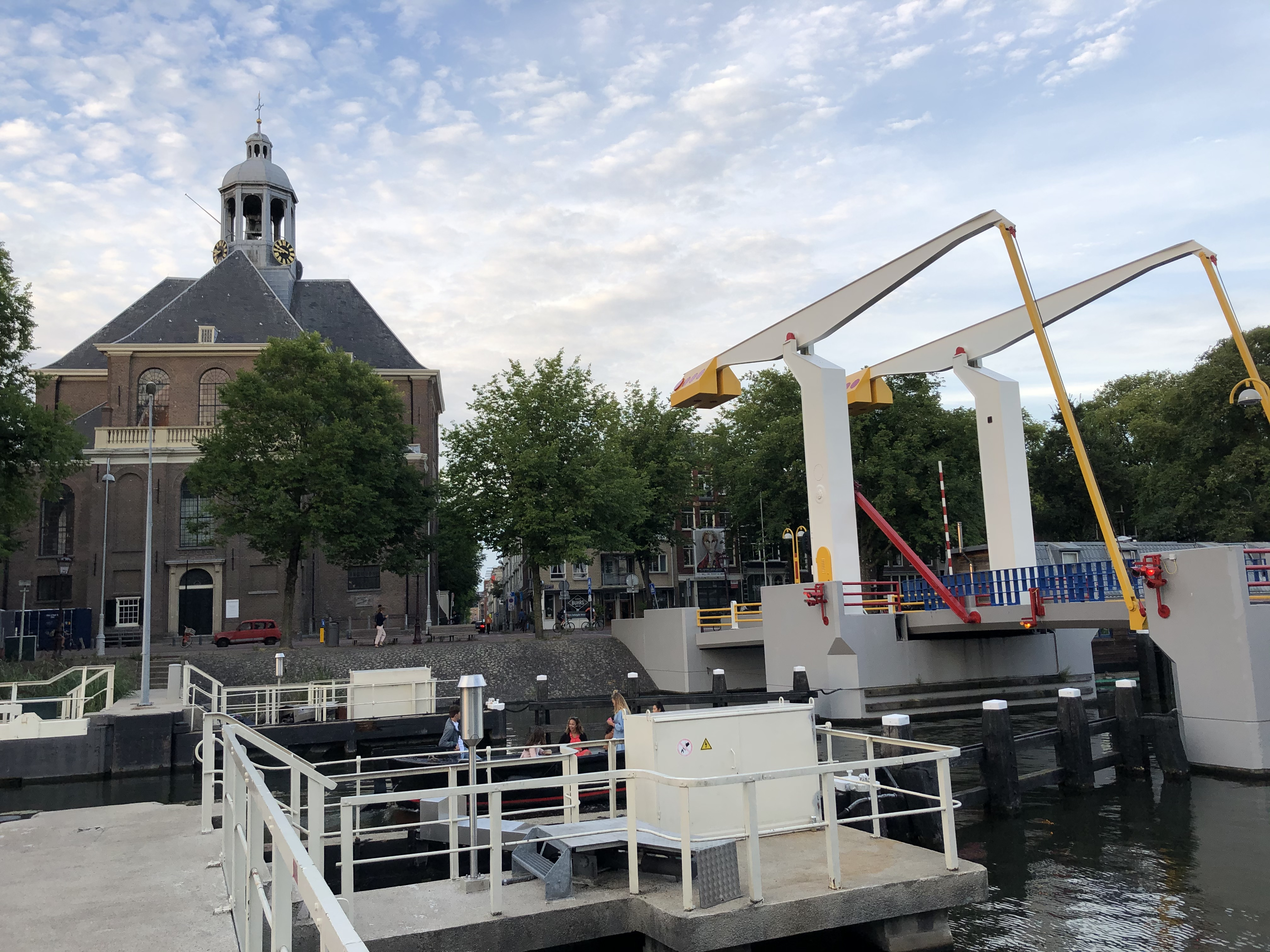
De Oosterkerk en Pelikaanbrug aan de Nieuwe Vaart.
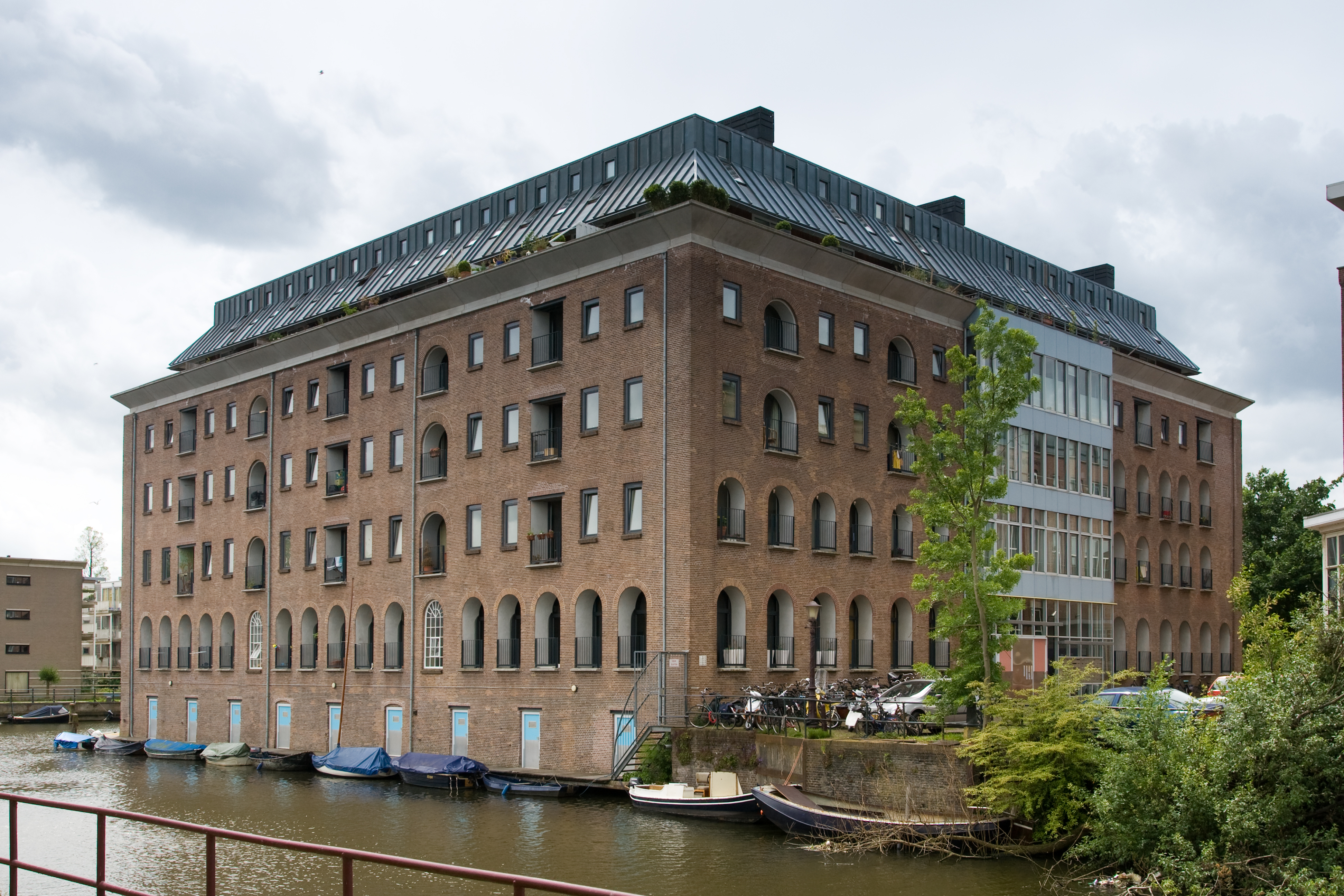
Het voormalige Oost-Indisch pakhuis van de VOC. Nu een appartementencomplex.
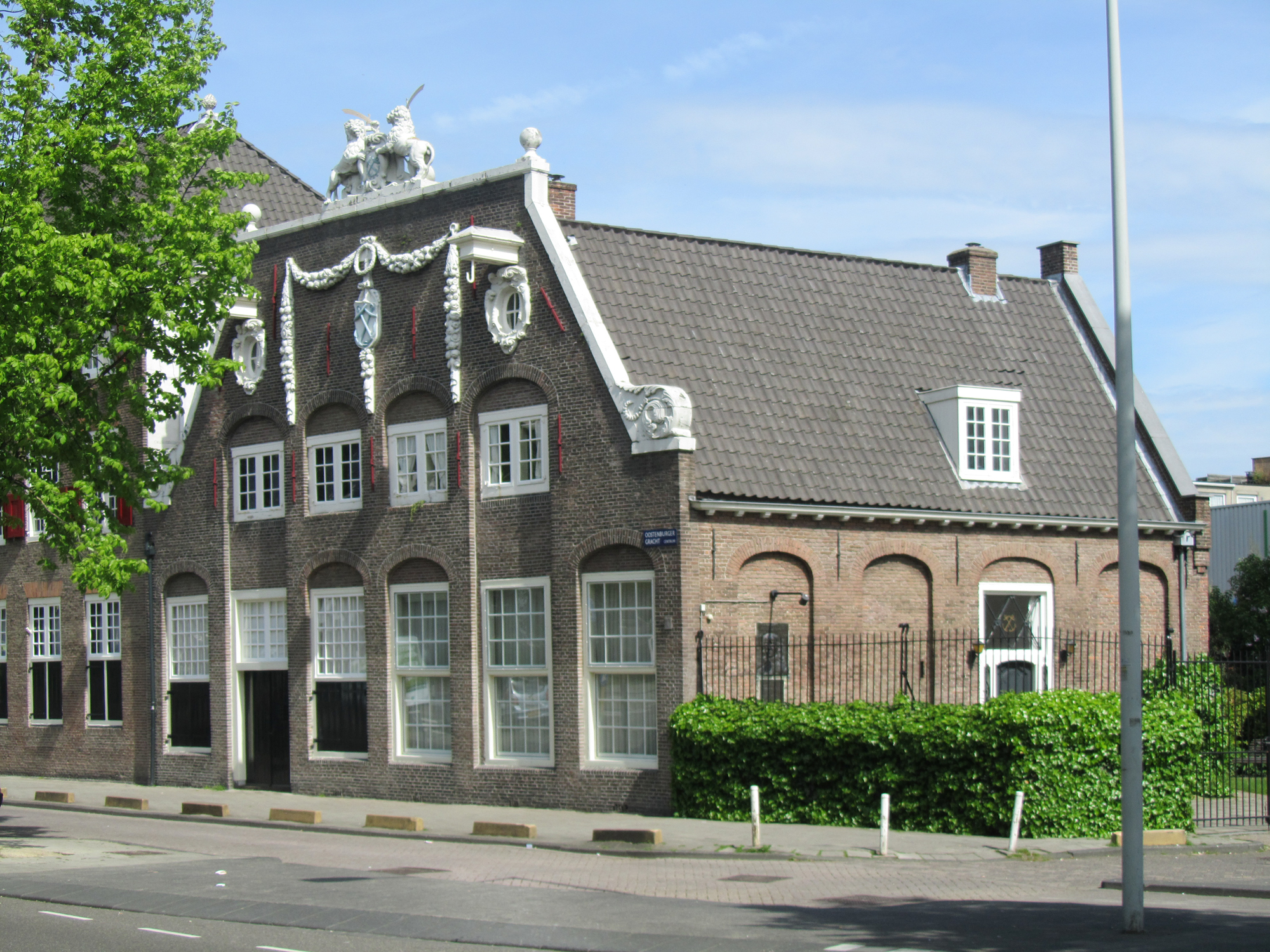
De voormalige Admiraliteitslijnbaan aan de Oostenburgergracht. Van 1950 tot 2012 Werkspoormuseum.
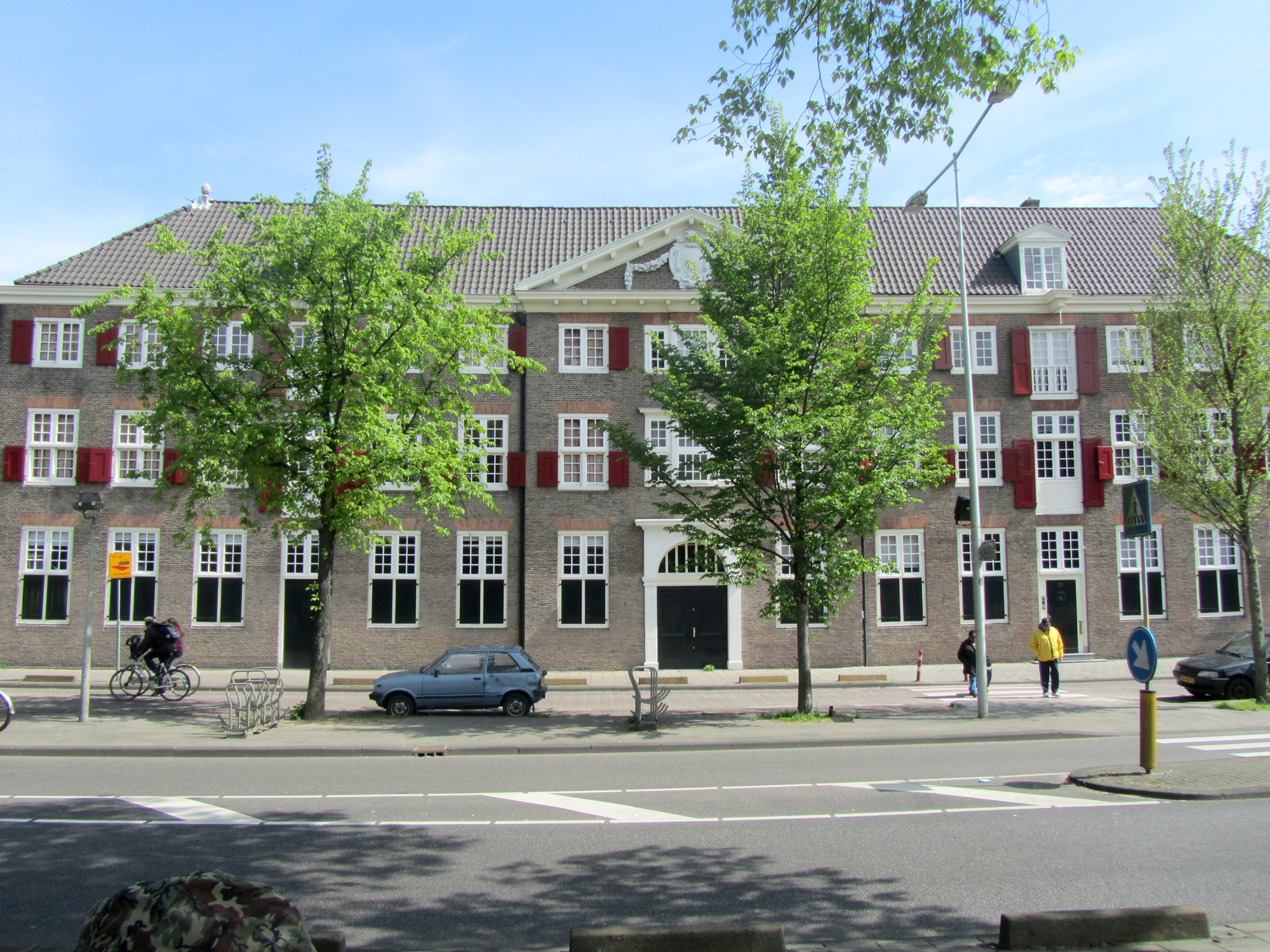
De lijnbaan van de Verenigde Oost-Indische Compagnie. Van 1950 tot 2012 Werkspoormuseum.
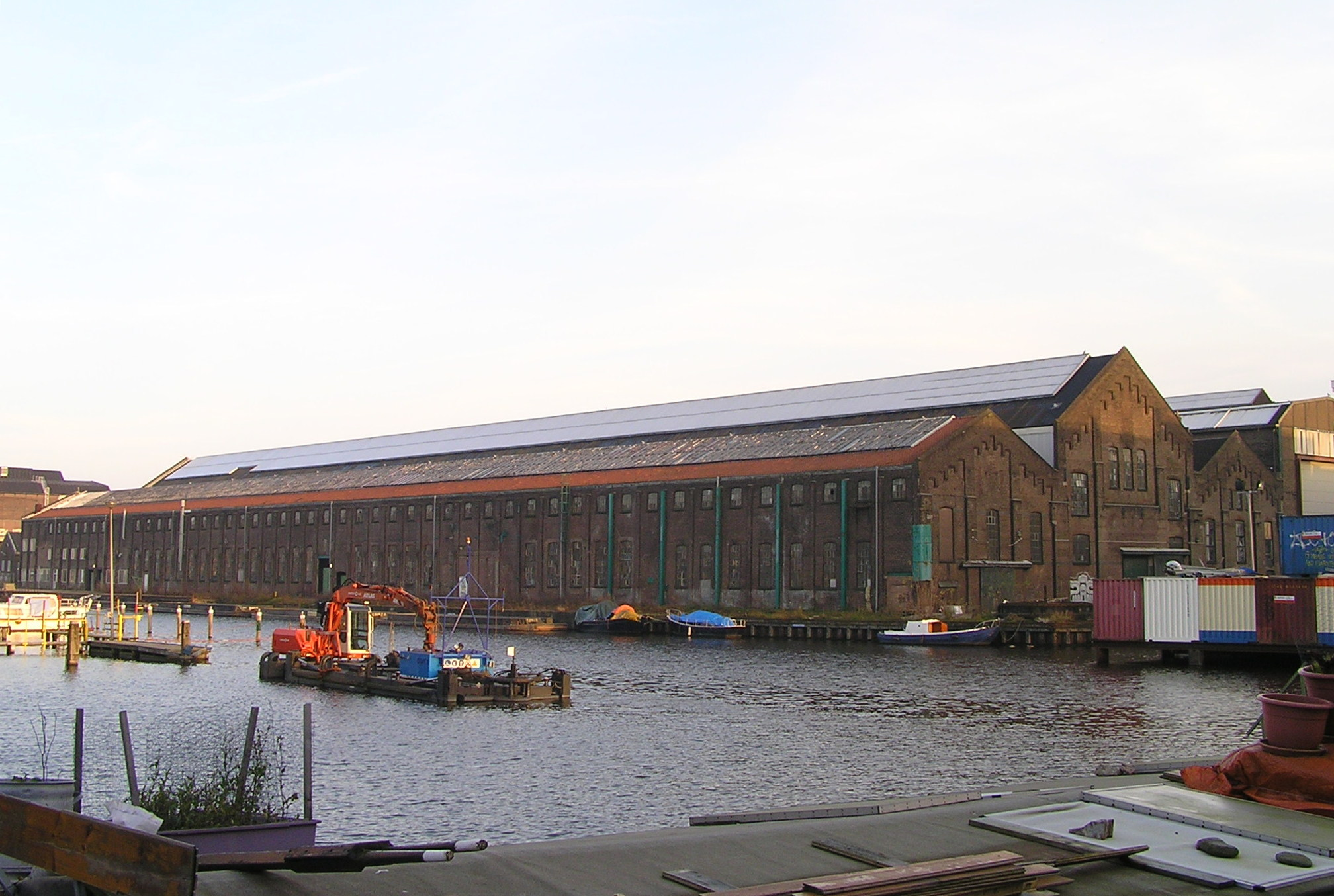
De Van Gendthallen van Werkspoor op Oostenburg.